# Lista de personagens de Pokémon Horizons: the Series
Esta é uma lista de personagens que aparecem na série Pokémon Horizontes.

## Protagonistas

### Principais

#### Liko
Dublador: Minori Suzuki (Japão); Karina Fonseca (Brasil)
Liko (リコ, Liko) é a principal protagonista feminina da série Pokémon Horizontes, ela é uma treinadora de Cabo Poco, na região de Paldea e possui um pingente misterioso que foi dado por sua avó Diana (voz: Kiri Yoshizawa (Japão); Isabela Quadros (Brasil)), que na verdade é o Pokémon Lendário Terapagos em estado inativo. Seu Pokémon inicial é um Sprigatito. Ela possui uma Hatena. Ela cuida de Terapagos. Depois de ser alvo da organização conhecida como Trovonautas por causa de seu pingente, ela se junta aos Rising Volt Tacklers, um grupo de exploradores viajantes, para viajar pelo mundo Pokémon.

#### Rain
Dublador: Yuka Terasaki (Japão); Danilo Diniz (Brasil)
Rain (ロイ, Roy) é o principal protagonista masculino da série Pokémon Horizontes, ele é natural de Kanto e possui uma misteriosa Pokébola (モンスターボール, Monsutā Bōru, Monster Ball em japonês, Mysterious Poké Ball em inglês), que continha um Shiny Rayquaza que foi dado por seu avô (voz: Urayama Jin (Japão); Guilherme Lopes (Brasil)), que é um ancião da ilha e morava com ele. Seu titular é Fuecoco. Ele possui um Wattrel. Seu sonho é se tornar um grande aventureiro como aqueles que seu avô lhe contava quando criança, ainda mais quando descobre uma ligação especial entre o Shiny Rayquaza e o pingente de Liko.

#### Dot
Dublador: Yoshino Aoyama (Japão); Karin Medeiros (Brasil)
Dot (ドット, Dotto) é a principal protagonista feminina da série Pokémon Horizontes, ela é uma popular streamer online que usa seu pseudônimo, Nidotina (ぐるみん, Gurumin). Como influenciadora, ela age toda alegre e usa métodos exagerados, além de dar conselhos a treinadores iniciantes. Dot passa a maior parte do tempo em seus aposentos fazendo vídeos. Seu Pokémon parceiro é um Quaxly e possui uma Tinkatink. Dot passa a maior parte do tempo em seus aposentos fazendo vídeos, embora tenha conhecido mais Liko e Rain, além de revelar sua personalidade Nidotina para Liko. Ela é sobrinha de Murdock e filha de Blanca.

### Trovonautas
Os Trovonautas (Brasil) ou Aeronautas Elétricos (Portugal) (ライジングボルテッカーズ, Rising Volteccers) são uma equipe de aventureiros da série Pokémon Horizontes que são liderados por Friede e viajam em uma aeronave chamada Valente Olivine (Brasil) ou Olivine Audaz (Portugal) (ブレイブアサギ号, Brave Asagi), aprender segredos de mistérios e descobri-los, principalmente se forem Pokémon.
- Friede (フリード, Freed)

Dublador: Taku Yashiro (Japão); Guga Almeida (Brasil)
O comandante e fundador dos Trovonautas, que é professor de Pokémon. Seus parceiros Pokémon são um Pikachu apelidado de Capitão Pikachu que comanda o dirigível do grupo, Valente Olivine e um Charizard que usado para voar e batalha. Friede era um pesquisador Pokémon, mas perdeu o interesse e passou a maior parte do tempo no barco de Ludlow. Quando conheceu a mãe de Liko, Lucca, ela lhe mostrou um Pikachu que queria voar alto nos céus, reacendendo suas habilidades de pesquisador e sua paixão. Por causa desse interesse, ele formou os Trovonautas ao lado de Ludlow e Orla.
- Orla (オリオ, Orio)

Dublador: Ayane Sakura (Japão); Carol Albuquerque (Brasil)
Uma engenheira da equipe que é um entusiasta da máquina. Seu Pokémon parceiro é um Metagross e possui um Elekid. É revelado que ela era amiga de infância de Friede e eles cresceram juntos em Kanto, antes de ela se mudar para Hoenn. Orla já trabalhou nas docas de Slateport City, até conhecer Ludlow e se reunir com Friede, o último dos quais pediu que ela usasse suas habilidades mecânicas para converter o barco de pesca de Ludlow em um dirigível, o Valente Olivine.
- Hollie (モリー, Mollie)

Dublador: Kei Shindo (Japão); Celina Beatriz (Brasil)
Uma especialista em cura da equipe. Seu parceiro Pokémon é um Chansey. É revelado que Mollie vem de uma família de médicos e seguiu essa carreira ainda jovem. No entanto, em vez de trabalhar em um Centro Pokémon, ela decidiu se juntar aos Trovonautas para ajudar vários Pokémon ao redor do mundo que encontrou.
- Murdock (マードック, Murdock)

Dublador: Kenta Miyake (Japão); Wagner Torres (Brasil)
Um chef da equipe que é hábil em seu ofício. Ele é tio de Dot e irmã de Franka. Seu parceiro Pokémon é um Rockruff e possui um Alcremie. Murdock trabalhava como chef de confeitaria vendendo bolos com sabor de morango ao lado de seu amigo e colega de trabalho Mitchell, que fazia bolos com sabor matcha. No entanto, quando Milcery de Murdock evoluiu para Alcremie e ajudou a melhorar ainda mais as habilidades de Murdock, ocorreu uma rixa entre os dois chefs pasteleiros que encerrou sua parceria. Felizmente, Murdock se reuniu e fez as pazes com Mitchell.
- Landau (ランドウ, Landau)

Dublador: Ikkyū Juku (Japão); Renato Rosenberg (Brasil)
Um pescador da equipe. Seu parceiro Pokémon é um Quagsire e possui Sharpedo. Ludlow é um ex-mentor de Friede, que frequentemente saía com Ludlow em seu barco de pesca. Depois que Friede conheceu um Pikachu, que se tornou o Capitão Pikachu, Ludlow emprestou seu barco para Friede e permitiu que ele se tornasse o dirigível, o Valente Olivine. Ele também tem um alter ego de super-herói conhecido como Incrível G (マイティＧ, Maiti G).
- Dot
- Liko
- Rain

## Antagonistas

### Desbravadores
Os Desbravadores (Brasil) ou Exploradores (Portugal) (エクスプローラーズ, Explorers) são uma organização misteriosa após Liko e seu pingente e os arqui-inimigos dos Trovonautas. Eles são os principais antagonistas da série Pokémon Horizontes.
- Gibeon (ギベオン, Gibeon)

Dublador: Sho Hayami (Japão); Anderson Araújo (Brasil)
O líder dos Desbravadores, o avô de Amethio e o principal antagonista de Pokémon Horizontes. Mais de cem anos atrás, antes dos eventos da história, Gibeon já foi amigo de Lucius e Rystal quando os três formaram o grupo, Desbravadores, e descobriram Laqua, um paraíso Pokémon. No entanto, quando os três encontraram cristais de Laquium que podem fazer com que os Pokémon se tornem selvagens, Gibeon procurou aproveitar o poder dos cristais. Lucius e Rystal foram forçados a selar a energia dos cristais, mas isso fez com que Gibeon caísse em uma fissura no solo. Ele sobreviveu e criou uma versão moderna dos Explorers junto com a empresa de pesquisa, Exceed, para ajudar a atingir seu objetivo de retornar a Laqua e coletar os cristais de Laquium.
- Hamber (ハンベル, Hamber)

Dublador: Hironori Kondo (Japão); Luciano Lira (Brasil)
O segundo em comando dos Desbravadores e conselheiro e assistente de Gibeon, com quem os administradores contatam durante as missões. Ele parece estar preocupado com a segurança dos subordinados. Seu parceiro Pokémon é um Dusknoir. Hamber era amigo da avó de Liko, Diana, mas os dois se separaram e agora são inimigos, pois Diana está ciente das más intenções de Hamber com o pingente.
- Amethito (アメジオ, Amethio)

Dublador: Shun Horie (Japão); Rafael Schubert (Brasil)
Um administrador dos Desbravadores e neto de Gibeon que é enviado para recuperar o pingente junto com seus dois subordinados. Seu parceiro Pokémon é um Ceruledge. Depois de falhar muitas vezes em recuperar o pingente, ele é transferido e sua missão é dada a Spinel. No entanto, ele recupera sua missão após relatar a Hamber sobre Terapagos. Mais tarde, depois que Spinel mostrou imagens de Amethio ajudando Liko a sair da caverna onde Spinel os prendeu, Amethio foi rejeitado por Gibeon e demitido dos Desbravadores.
- Zirc (ジル, Zir)

Dublador: Kohsuke Tanabe (Japão); Igor Gonçalves (Brasil)
Um agente dos Desbravadores e um dos subordinados de Amethio. Seu parceiro Pokémon é um Rhydon.
- Ônia (コニア, Conia)

Dublador: Arisa Shida (Japão); Dayse Richffer (Brasil)
Um agente dos Desbravadores e um dos subordinados de Amethio. Seu Pokémon parceiro é um Golduck.
- Spinel (スピネル, Spinel)

Dublador: Makoto Furukawa (Japão); Silvio Gonzalez (Brasil)
Um administrador psicótico e inteligente dos Desbravadores que recebeu de Gibeon a missão de recuperar o pingente depois que Amethio, Onia e Zir não conseguiram fazê-lo muitas vezes. Spinel parece ser um rival de Amethio enquanto zomba e duvida dele por ter visto um Shiny Rayquaza, embora Amethio realmente o tenha visto. Spinel não tem nenhum problema em machucar crianças para atingir seus objetivos, como usar seu Beheeyem para fazer uma lavagem cerebral em Liko para que lhe dê o pingente.
- Sidian (オニキス, Onyx)

Dublador: Yuki Onodera (Japão); Bruno Carnevale (Brasil)
Um administrador estóico e sério dos Desbravadores, que apareceu pela primeira vez como uma silhueta antes de aparecer pessoalmente depois que Spinel perdeu o pingente. Seu parceiro Pokémon é um Garganacl. Apesar de ser um Desbravador, Sidian também é honrado e prefere batalhar de forma justa e muitas vezes tem que manter a atitude de Coral sob controle e não se desviar de seus objetivos.
- Coral (サンゴ, Sango)

Dublador: Ikue Otani (Japão); Thainá Lana (Brasil)
Uma administradora imprudente e alegre dos Desbravadores, que apareceu pela primeira vez como uma silhueta antes de aparecer pessoalmente depois que Spinel perdeu o pingente. Ela tem um Glalie como seu principal parceiro Pokémon. Coral tem uma atitude atrevida, já que ela provocou Spinel por não recuperar o pingente e frequentemente age de forma imprudente, como ordenar que seu Glalie usa Auto-Destruição, apesar dos avisos de Sidian para não fazer isso.
- Dônia (アゲート, Agate)

Dublador: Mimi Maihane (Japão); Maju Helman (Brasil)
Uma administradora reservada e calma dos Desbravadores, que apareceu pela primeira vez como uma silhueta antes de aparecer pessoalmente depois que Spinel perdeu o pingente. Ela usa um Medicham como seu Pokémon principal. Chalce tem algum senso de humor, mas criticará seus companheiros, como Spinel, por bagunçar suas missões.

## Outros personagens

### Líderes de Ginásio
- Brás (Brassius, コルサ, Colza)

Dublador: Kazuya Nakai (Japão), Carlos Viegas (Brasil)
Um Líder de Ginásio do tipo Planta de Artazon, assim como um artista. Ele tende a sofrer de bloqueio artístico se tiver problemas para criar uma escultura inspiradora, a menos que alguém seja capaz de inspirá-lo, como Rain fez ao mencionar sobre o Shiny Rayquaza que Brás viu anteriormente.
- Kissera (Iono, ナンジャモ, Nanjyamo)

Dublador: Kaede Hondo (Japão); Monique Marques (Brasil)
Uma Líder de Ginásio e uma popular streamer. Ela é amiga da Dot.
- Catarina (Katy, カエデ, Kaede)

Uma Líder de Ginásio.
- Citrina (Ryme, ライム, Lime)

Uma Líder de Ginásio.
- Lauro (Larry, アオキ, Aoki)

Um Líder de Ginásio e também é Elite dos Quatros.
- Álgaro (Kofu, ハイダイ, Haidai)

Um Líder de Ginásio.
- Tulipa (Tulip, リップ, Lip)

Uma Líder de Ginásio.
- Grusha (グルーシャ, Grusha)

Um Líder de Ginásio.

### Elite dos Quatros
- Lauro (Larry, アオキ, Aoki)

Um dos Elite dos Quatros e também é Líder de Ginásio.
- Kaya (Rika, チリ, Chilli)

Uma das Elite dos Quatros.
- Poppy (ポピー, Botan)

Uma das Elite dos Quatros.
- Oranzo (Hassel, ハッサク, Hassaku)

Um dos Elite dos Quatros.

### Liga Pokémon
- Noêmia (Nemona, ネモ, Nemo)

Dublador: Eri Kitamura (Japão); Carolina Iecker (Brasil)
Além de aluna da Academia Naranja, Noêmia também é campeã de Paldea. Com uma personalidade enérgica, ela tende a gostar muito de batalhas. Ela é muito inteligente ao mencionar como o fenômeno Terastal funciona para Liko e Rain.
- Guita (Geeta, オモダカ, Omodaka)

Dublador: Sanae Kobayashi (Japão); Adriana Riemer (Brasil)
Administradora da Liga Pokémon.

### Academia Laranja
- Diretor Clavell (クラベル, Clavel)

Dublador: Mahito Ohba (Japão); Pádua Moreira (Brasil)
Diretor da Academia Laranja.
- Dendra (キハダ, Kihada)

Dublador: Eriko Matsui (Japão); Taís Feijó (Brasil)
Professora da Academia Laranja.
- Jacques (ジニア, Zinnia)

Dublador: Tasuku Hatanaka (Japão); Duio Botta (Brasil)
Professor da Academia Laranja.
- Penélope (ボタン, Botan)

Dublador: Ryō Hirohashi (Japão); Bia Menezes (Brasil)
Diretora de registro da Academia Laranja.
- Moira (レホール, Lehore)

Dublador: Takako Honda (Japão); Michelle Iluminada (Brasil)
Professora da Academia Laranja.

### Estudante
- Ann (アン, Ann)

Dublador: Yuna Ogata (Japão); Nany Assis (Brasil)
Uma aluna da Indigo Academy. Ele é colega de classe da Liko. Seu Pokémon parceiro é um Oshawott.

### Pais da Liko
- Luka (ルッカ, Rukka)

Dublador: Houko Kuwashima (Japão); Tonia Mesquita (Brasil)
Ela é uma professora, e mãe da Liko e esposa do Alex. Ela é uma antiga professora de Friede e tem contrato com Trovonautas no primeiro episódio. Seu Pokémon parceiro é um Squawkabilly.
- Alex (アレックス, Arekkusu)

Dublador: Tokuyoshi Kawashima (Japão); Pedro Azevedo (Brasil)
Ele é um ilustrador e pintor de livros, e pai da Liko e marido da Luka. Seu Pokémon parceiro é um Fidough.

### Outros
- Enfermeira Joy (ジョーイ, Jōi, Joy)

Dublador: Chinatsu Akasaki (Japão); Celina Beatriz (Brasil)
"Joy" é o sobrenome compartilhado da família Joy, na qual a maioria dos membros são enfermeiras. Elas trabalham principalmente em Centros Pokémon, mas eles também trabalham em outros locais.
- Lucius (ルシアス,‎ Rushiasu)

Dublador: Daisuke Namikawa (Japão); Nano Max (Brasil)
Ele é a principal razão pela qual Rain quis se tornar um treinador, e a verdade por trás de sua lenda serve como uma de suas motivações.
Ele também conhecido como Ancião Aventureiro (いにしえの冒険者, Inishie no Bōken-sha), que foi mencionado pela primeira vez por Rain ao descrever seus feitos para Liko em quarto episódio. Triavô de Liko, bisavô de Luca e avô de Diana. Segundo ele, o Ancião Aventureiro viajou por diversas regiões pelo mundo, encontrou vários tesouros e capturou 6 Pokémon Lendários ou famosos. Seus parceiros eram Shiny Rayquaza; Arboliva, que foram capturados pelas misteriosas Pokébolas, que atualmente Liko e Rain possuem da Arboliva; um Moltres de Galar; um Lapras, um Kleavor, e um Gouging Fire ou Entei Paradoxo.
- Rystal

Dublador Yukana (Japão)
Parceira de Lucius com esta parte da aventura. Triavó de Liko, bisavó de Luca e avó de Diana. Ela possuía um Terapagos que reviveu mais tarde em Liko.